# Samuel Epstein
Pour les articles homonymes, voir Epstein.
Samuel Epstein, né le 9 décembre 1919 en Biélorussie et décédé de 17 septembre 2001 à Pasadena en Californie, est un géochimiste américain.

## Biographie
Ancien étudiant de Harold Urey à l'université de Chicago, il est considéré comme l'un des pères de la géochimie isotopique.

## Source
- (en) Cet article est partiellement ou en totalité issu de l’article de Wikipédia en anglais intitulé « Samuel Epstein (geochemist) » (voir la liste des auteurs).